# Ишимово (Бардымский район)
Ишимово — деревня в Бардымском районе Пермского края при впадении реки Чириз в реку Тулва. Входит в состав Березниковского сельского поселения. Находится примерно в 9 км к северу от центра села Барда.

## Население
По результатам переписи 2010 года численность населения составила 455 человек, в том числе 210 мужчин и 245 женщин.
В 2005 году численность населения составляла 510 человек.
В 1926 году в селе проживало 713 башкир.